# Megachile kelnerae
Megachile kelnerae là một loài Hymenoptera trong họ Megachilidae. Loài này được Pasteels mô tả khoa học năm 1978.